# سد زیرزمینی فوکوزاتو
سد فوکوزاتو (福里ダム، فوکوزاتو دامو) یک سد زیرزمینی است که در یک جزیره به نام میاکوجیما در استان اوکیناوای ژاپن ساخته شده است. سد زیرزمینی دیواری است که برای جلوگیری از ریختن آب زیرزمینی به دریا ساخته می‌شود تا بتوان از آن برای انسان استفاده کرد.

## مشخصات سد
سد فوکوزاتو در مجاورت سد زیرزمینی سوناکاوا و سد زیرزمینی آزمایشی مینافوکو است. یک دیوار زیرزمینی به ارتفاع 27 متر و عرض 1790 متر آب ورودی و خروجی آب را در جزیره متوقف می کند. سپس این آب ذخیره شده از طریق 85 چاه برای استفاده از جمله آبیاری به مزارع نیشکر پمپاژ می شود. یکی از نکات خوب سدهای زیرزمینی این است که از مناطق بالای مخزن سدها (در سطح زمین) به عنوان مزرعه استفاده می شود. در اینجا در بالای مخزن سد مزارع نیشکر در میاکوجیما وجود دارد و هیچ چشم اندازی از دریاچه های سد وجود ندارد.

## زمين شناسي
میاکوجیما با سنگ آهک پوشیده شده است و در زیر لایه یک لایه شیماجیری مقاوم در برابر آب قرار دارد. 8 دره زیرزمینی وجود دارد که در امتداد آنها آب زیرزمینی به دریای نواحی جنوبی جزیره می ریزد. این دره ها نشانه سدهای زیرزمینی هستند. سد مینافوکو آب زیرزمینی دره سوم (از شرق) و سد فوکوزاتو آب دره چهارم را متوقف می کند.

## ساخت و ساز

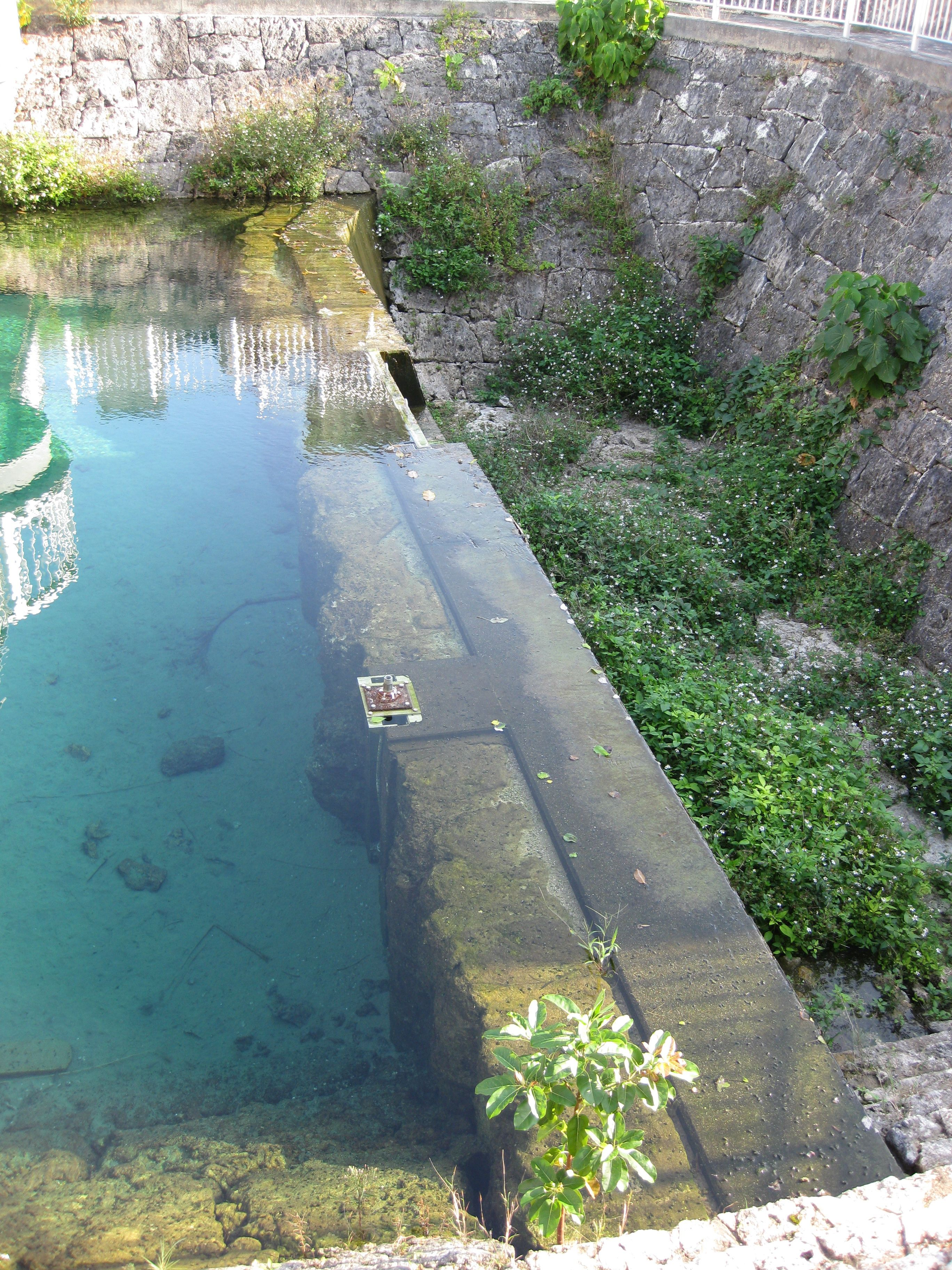
دیواره سد فوکوزاتو در نواحی دورتر تقویت شد

در ابتدا یک سد اصلی و سه سد فرعی برنامه ریزی شده بود اما بعداً تنها دو سد فرعی ضروری ارزیابی و ساخته شد. این سد در عمق بیش از 20 متری زمین قرار دارد و دیده نمی شود. برای ساخت و ساز، یک راننده شمع مجهز به مته مته، ابتدا یک سوراخ را باز می کند، 60 قطر در فاصله 90 سانتی متر سانتی متر و در بین سوراخ ها مته مارپیچ حفره ای بشقابی تشکیل می دهد و بتن داخل حفره ریخته می شود. همراه با سد سوناکاوا، مساحتی بالغ بر 8400 هکتار از مزارع کشاورزی با این امکانات به خوبی آبیاری می شود.

## تاریخ
ویژگی زمین شناسی میاکوجیما به دلیل وجود بارندگی متغیر و کمبود رودخانه، دسترسی ناپایدار آب برای کشاورزی نیشکر است. به خصوص خشکسالی طولانی سال 1971 تولید نیشکر را به یک چهارم تولید سالانه در میاکوجیما کاهش داد. از این رو کشاورزی با آب زیر زمینی مورد بررسی قرار گرفت و (برای تامین آب زیر زمینی) پروژه سدهای زیرزمینی در سال 1353 آغاز شد. در سال 1977 ساخت یک سد آزمایشی به نام سد مینافوکو آغاز شد. تجربه استفاده از مارپیچ (مته مارپیچ حفاری خاک) در ساخت ریل زیرزمینی فوکوکا در دهه 1980 به ساخت سد زیرزمینی میاکوجیما کمک کرد. برنامه ریزی بین سال های 1984 تا 1986 انجام شد و ساخت سد فوکوزاتو در سال 1988 به عنوان یک پروژه ملی آغاز شد و سد اصلی در 24 جولای 1996 و سدهای جانبی در 18 دسامبر 1998 به پایان رسید. با این امکانات، کشاورزی در میاکوجیما با نیشکر، تنباکو، کدو تنبل و سایر سبزیجات رونق گرفت.

## موزه سد زیرزمینی میاکوجیما

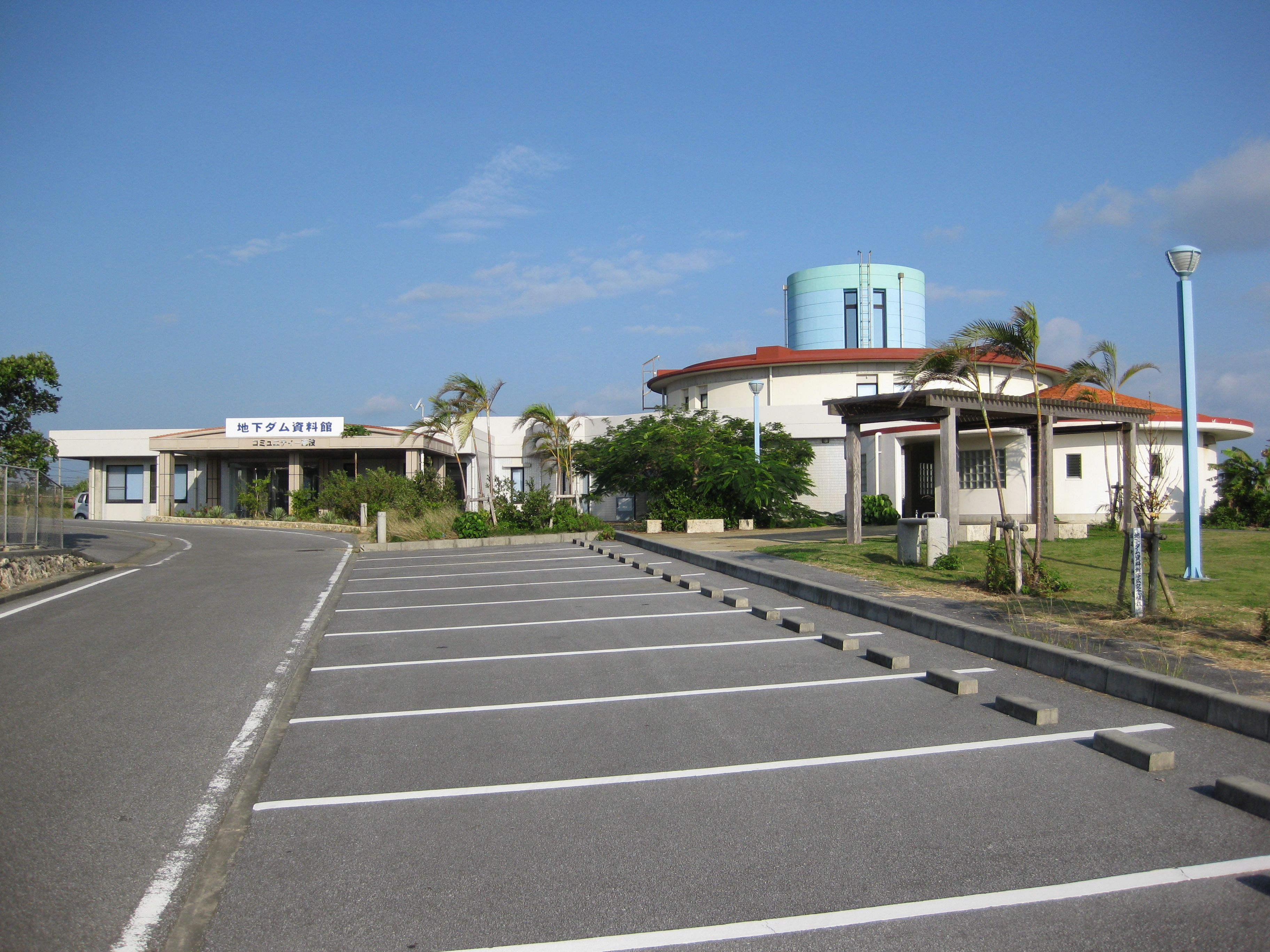
موزه سد زیرزمینی

در سال 2013، موزه سد زیرزمینی میاکوجیما در نزدیکی سد زیرزمینی فوکوزاتو تکمیل شد. زمین شناسی، کشاورزی، مدل سد، مته مارپیچ 3 محوره استفاده شده نشان داده شده است. هزینه ورودی 85-69 ین است.